# SMS Kaiserin Elisabeth
 (avril 2020).
Si vous disposez d'ouvrages ou d'articles de référence ou si vous connaissez des sites web de qualité traitant du thème abordé ici, merci de compléter l'article en donnant les références utiles à sa vérifiabilité et en les liant à la section « Notes et références ».
Le SMS Kaiserin Elisabeth était un croiseur protégé de classe Kaiser Franz Joseph I construit par l'Autriche-Hongrie à partir de 1888. Basé en Chine au début de la 1ère guerre mondiale, il est sabordé lors de la défaite austro-allemande du siège de Tsingtao pour ne pas être pris par les japonais.